# Jorge Artigas
Jorge Ricardo Artigas Carrica, no Brasil conhecido apenas como Jorge Artigas, é um ex-futebolista argentino naturalizado uruguaio.

## Carreira
No Brasil ficou conhecido por bater um pênalti de forma bisonha durante a pré-temporada do Botafogo em 2006. Antes de sua contratação a diretoria do clube ouviu boatos que o jogador tinha um problema no joelho, por isso o clube pediu um exame para confirmar ou desmentir este boato. O jogador entregou o exame do joelho direito, confirmando que não havia nada de errado em seu joelho.
Depois de 3 semanas de treinos intensos, Artigas tinha um desempenho muito abaixo dos outros jogadores. Desconfiada, a diretoria pediu o exame do joelho esquerdo e confirmou: o jogador tinha uma grave contusão e tinha que passar por uma cirugia.
Depois desse fato, o jogador fez sua recuperação no clube e acabou dispensado. Ainda em 2006 o jogador conseguiu um contrato com Avaí, mas não rendeu o esperado e no final daquele ano acabou sendo dispensado. Em 2007, acertou com o Caxias, mas, no meio daquele ano acertou sua volta ao Cerro. Em 2008 foi para o Al-Ahli dos Emirados Árabes Unidos. Em 2009 defendeu Inti Gas, da primera divisão peruana. Em 2011, acerta com o América de Cáli.

## Títulos
Botafogo
- Campeonato Carioca: 2006
- Taça Guanabara: 2006